# Imagens geradas por computador

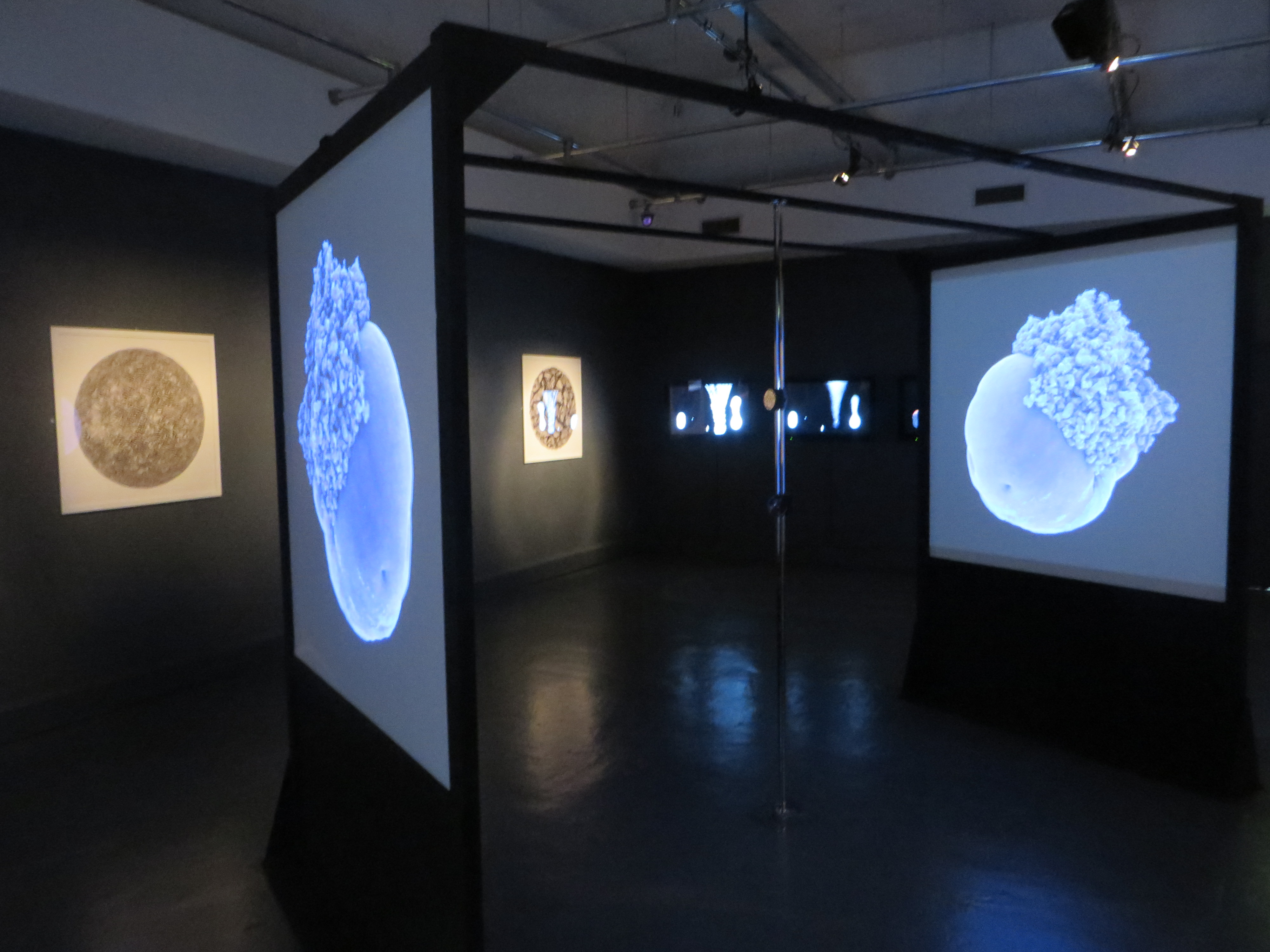
Exposição de arte digital gerada por computador Morphogenetic Creations de Andy Lomas no Centro de Artes Watermans, no oeste de Londres, em 2016

Imagens geradas por computador, do inglês computer-generated imagery (CGI) é a aplicação do campo da computação gráfica ou, mais especificamente, computação gráfica 3D para efeitos especiais em arte, filmes, programas de televisão, comerciais e simuladores. Tem a finalidade de criar cenas impraticáveis ou muito caras, ou mesmo reparar algo indevido na cena.
As cenas visuais podem ser estáticas ou dinâmicas, e podem ser bidimensionais (2D), embora o termo "CGI" é mais comumente usado para se referir a computação gráfica 3D usados para a criação de cenas ou efeitos especiais em filmes e na televisão. Elas também podem ser usadas por um usuário doméstico e editadas juntas em programas como o Windows Movie Maker ou o iMovie.
O termo animação por computador refere-se à imagem gerada por computador (CGI) dinâmica, processada como um filme. O termo mundo virtual refere-se ao agente-base, ambientes interativos.
Programas gráficos de computador são utilizados para fazerem CGI (imagens geradas por computador) para filmes, etc. A disponibilidade de programas para CGI e o aumento da rapidez dos computadores permitiram artistas individuais e pequenas empresas produzirem filmes de nível profissional, jogos, e belas artes, em seus computadores domésticos. Isso trouxe uma subcultura na internet com seu próprio conjunto de celebridades globais, clichês e vocabulário técnico. A evolução do CGI levou ao surgimento da cinematografia digital na década de 1990, onde os manuseios da câmera simulada não eram constrangidos pelas leis da física.

## Imagens estáticas e paisagens

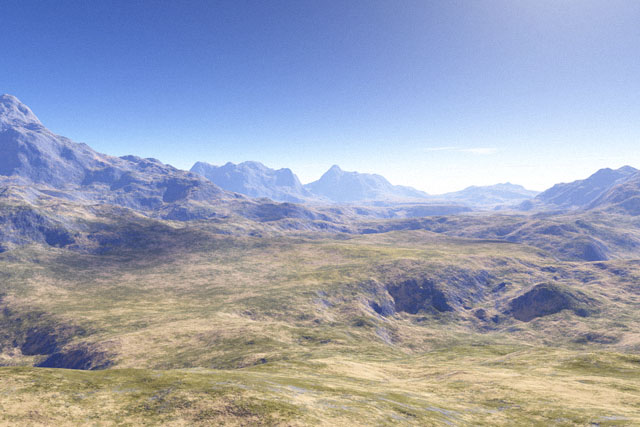
Exemplo de Paisagem Fractal

Não apenas imagens não animadas fazem parte de imagens geradas por computador, paisagens com aparências naturais, como paisagens fractais também são geradas através de algoritmos de computador. Uma maneira simples de gerar superfícies fractais é usar uma extensão do método de malha triangular (triangular mesh), contando na construção de alguns casos especiais com a curva de Rham (Rham curve), por exemplo, deslocamento do ponto médio. Por exemplo, o algoritmo pode começar com um grande triângulo, em seguida, com um zoom de forma recursiva dividindo-o em quatro menores triângulos de Sierpinski, então interpolando a altura de cada ponto de seus vizinhos mais próximos.